# اسکیپک (پنسیلوانیا)
اسکیپک (به انگلیسی: Skippack) یک منطقهٔ مسکونی در ایالات متحده آمریکا است که در پنسیلوانیا واقع شده‌است. اسکیپک ۳٬۷۵۸ نفر جمعیت دارد.